# لوئیز امونز
لوئیز امونز (انگلیسی: Louise Emmons؛ ۷ ژانویه ۱۸۵۸ – ۶ مارس ۱۹۳۵) هنرپیشه اهل ایالات متحده آمریکا بود.

## فیلم‌شناسی
- سوزی پاک‌دل (۱۹۱۹) - Churchgoer (در عنوان‌بندی نیامده)
- پسر تارزان (۱۹۲۰) - Old Woman with Sheik (در عنوان‌بندی نیامده)
- چهار سوار سرنوشت (۱۹۲۱) - French Mother Bidding Farewell (در عنوان‌بندی نیامده)
- همسران احمق (۱۹۲۲) - Mother Garoupe (در عنوان‌بندی نیامده)
- خون و شن (۱۹۲۲) - Old woman (در عنوان‌بندی نیامده)
- قتل شبه‌عمد (۱۹۲۲) - Prison Inmate in Laundry Sequence (در عنوان‌بندی نیامده)
- رابین هود (۱۹۲۲) - Villager (در عنوان‌بندی نیامده)
- سه عصر (۱۹۲۳) - Old Fortune Teller (در عنوان‌بندی نیامده)
- ده فرمان (۱۹۲۳) - Elderly Israelite (در عنوان‌بندی نیامده)
- شاهنشاه (۱۹۲۷) - Member of the Crowd (در عنوان‌بندی نیامده)
- ناشناخته (۱۹۲۷) - Gypsy Woman (در عنوان‌بندی نیامده)
- بهترین دختر من (۱۹۲۷) - Courtroom Spectator (در عنوان‌بندی نیامده)
- دشمن (۱۹۲۷) - (در عنوان‌بندی نیامده)
- مردی که می‌خندد (۱۹۲۸) - Gypsy Hag (در عنوان‌بندی نیامده)
- کینگ کونگ (۱۹۳۳) - Old Woman in Line at Mission (در عنوان‌بندی نیامده)
- حریره و شیر (۱۹۳۳)